# Colossendeis sinuosa
Colossendeis sinuosa is een zeespin uit de familie Colossendeidae. De soort behoort tot het geslacht Colossendeis. Colossendeis sinuosa werd in 1997 voor het eerst wetenschappelijk beschreven door Stock. 